# Tasmanicosa kochorum
Tasmanicosa kochorum Framenau & Baehr, 2016 è un ragno appartenente alla famiglia Lycosidae.

## Etimologia
Il nome proprio è in onore di Carl Ludwig Koch (1778-1857) e suo figlio Ludwig Carl Christian Koch (1825-1908), eminenti aracnologi tedeschi, per i loro contributi all'aracnofauna australiana; la desinenza latina in -orum è dovuta al fatto che la dedica è a più di una persona, quindi va al genitivo plurale.

## Caratteristiche
L'olotipo maschile ha una lunghezza totale di 14,8mm: il cefalotorace è lungo 8,5mm, e largo 6,5mm.
Il paratipo femminile ha una lunghezza totale di 15,2mm: il cefalotorace è lungo 9,3mm, e largo 6,60mm.

## Distribuzione
La specie è stata reperita nel Queensland sudorientale e nella parte settentrionale del Nuovo Galles del Sud. Di seguito alcuni rinvenimenti:
1. l'olotipo maschile nel Queensland, nella Ransome Reserve, rinvenuto in un bosco di Casuarina nell'ottobre 2003.
2. alcune femmine nel Queensland lungo la Illaweena street nella cittadina di Drewvale, a pochi chilometri da Brisbane in una brughiera di Eucalyptus haemastoma, nell'ottobre 2003.

## Tassonomia
La specie con cui ha più affinità è la T. godeffroyi.
Al 2021 non sono note sottospecie e dal 2016 non sono stati esaminati nuovi esemplari.